# ザ・サイレンサー MAGNUM357
『ザ・サイレンサー MAGNUM357』 (ざ さいれんさー まぐなむ すりーふぃふてぃせぶん、CODENAME: SILENCER, BODY COUNT ) は、1995年の日米合作映画。主演 ： 千葉真一、監督 ： ダレン・スー、製作 ： 東映ビデオ、ウエストサイド・スタジオ。カラー・シネマスコープ、109分。

## 解説
ルイジアナ州ニューオリンズを舞台に、目的のために手段を選ばない日本から来た冷酷な殺しのマシーンとニューオリンズの敏腕刑事が対決するストーリーで、二人の決闘がニューオリンズに戦慄が駆け抜けるという内容になっている。日本から来た殺し屋・マコトには千葉真一、ニューオリンズの敏腕刑事・クックにはロバート・デヴィ、マコトの情婦・シビルにはブリジット・ニールセン、クックの同僚にジャン＝マイケル・ヴィンセントとスティーヴン・バウアーが配されている。監督には当時29歳でダレン・スーがハリウッド映画で初演出をした。

## ストーリー
ドラッグ・売春など凶悪犯罪を呼び寄せる街・ニューオリンズ。日本から来た冷酷な殺人マシーン・マコトはマフィアのボスを暗殺した。エディ・クック刑事に率いられた市警は大捕物の末、マコトをやっと逮捕できた。マコトは1年半、刑務所にいたが、情婦シビルの手引きで脱獄する。マコトは自分が捕まったのは情報漏れにあると考え、自分を裏切った特捜部の刑事に復讐するためニューオリンズに戻り、ひとりずつ暗殺していく。クックはFBI女性捜査官・ジャネットとともにマコトを追いつめるが、あと一歩のところで逃げられる。いよいよ、最後のマコトとの対決に臨むクックだったが、事件の思いがけない真相がクックの前に立ち塞がった。

## キャスト
※括弧内は日本語吹替
- マコト - 千葉真一（千葉真一）
- エディ・クック刑事 - ロバート・デヴィ（池田勝）
- ヴィニー・リッツォ刑事 - スティーヴン・バウアー（石塚運昇）
- シビル - ブリジット・ニールセン（藤生聖子）
- ジャネット・フッド捜査官 - シンディ・アンビュル（土井美加）
- ラインハート刑事 - ジャン＝マイケル・ヴィンセント（喜多川拓郎）
- ヘンドリックス署長 - エリオット・キーナー（岩田安生）
- TC - ローレンス・ル・ジョン
- ジェイク - エリック・コドラ
- ジョーイ・ジネリ - マリオ・オピナート（沢木郁也）
- ブルース・ジネリ - ジム・チメント
- ダニー - アニー・マコーリー
- ジェンセン - エリック・ウェストン（小島敏彦）
- 少女 - セレステ・メラリーン
- キャサリン - アンジェラ・ジョンソン

## スタッフ
- 監督 ： ダレン・スー
- 脚本 ： ヘンリー・マデン
- 原案 ： デイヴィッド・プリオー
- 製作総指揮 ： ダイアン・ダウ、渡邊亮徳、黒澤満
- 製作 ： サイモン・ツェー・ティース、トニー・ヴィンセント、デヴィッド・ウィンター
- 撮影 ： ブレイク・エヴァンズ
- 美術 ： ジョーン・ロング
- 音楽 ： ドン・ピーク
- 録音 ： ブライアン・トレイシー、ピーター・ベントリー
- 編集 ： トニー・ランザ、スティーヴン・ニールソン
- 衣裳 (デザイン) ： モーガン・クリーバインガー
- 助監督 ： ティム・バード、キー・ネン・ロビンソン
- 記録 ： ミミ・ベイカー
- スチール ： ジョナサン・ポスタル、ウィル・ドレスチャー